# Brookfield (New Jersey)
Brookfield – jednostka osadnicza w Stanach Zjednoczonych, w stanie New Jersey, w hrabstwie Warren.